# 小井里站
小井里站（：／ Sojeong-ri yeok */?）是京釜线沿線的一座鐵路車站，位于韩国世宗特别自治市小井面。2017年7月起至今停止載客服務。

## 車站結構
2面4線雙島式月台的地面車站。

### 月台配置
| ↑ 天安      |
| 上 \| 下 \| |
| 全義 ↓      |

| 月台 | 路線   | 目的地                 |
| ---- | ------ | ---------------------- |
| 下行 | 京釜線 | 大田、東大邱、釜山方向 |
| 上行 | 京釜線 | 天安、水原、首爾方向   |

## 历史
- 1906年1月20日 - 落成使用。
- 1907年9月20日 - 车站毁坏。
- 1942年 - 新站舍竣工。
- 2002年8月25日 - 车站改建完成。
- 2004年3月30日 - 车站起火导致车站毁坏。
- 2005年1月 - 车站重建完成。
- 2017年7月 - 停止旅客營運。

## 车站周边
- 小井初等学校

## 相鄰車站
韓國鐵道公社
京釜線
天安－小井里－全義